# Stretava
Stretava és un poble i municipi d'Eslovàquia. Es troba a la regió de Košice, a l'est del país. La primera referència escrita de la vila data del 1266.

## Demografia
| Godina             | 1994 | 2004    | 2014   | 2024   |
| ------------------ | ---- | ------- | ------ | ------ |
| Nombre de persones | 533  | 634     | 671    | 679    |
| Diferència         |      | +18,94% | +5,83% | +1,19% |

| Godina             | 2023 | 2024   |
| ------------------ | ---- | ------ |
| Nombre de persones | 681  | 679    |
| Diferència         |      | −0,29% |